# Дин, Бретт
Бретт Дин (англ. Brett Dean; род. 23 октября 1961) — австралийский композитор и альтист.

## Биография
Учился в Брисбене, закончил консерваторию в Квинсленде. В 1984—2000 гг. играл в Берлинском филармоническом оркестре, выступал солистом и в составе оркестра в различных странах мира, блестяще исполнял Хиндемита, Хенце, Куртага, Вольфганга Рима и др., записал несколько дисков. Затем вернулся в Австралию. До 2010 был художественным руководителем Австралийской музыкальной академии в Мельбурне, затем его сменил на этом посту его брат, кларнетист Пол Дин.
Начал сочинять музыку в 1988, писал для радио и кино, занимался аранжировками.

## Сочинения
- «Музыка Ариэля» для кларнета с оркестром (1995).
- «Голоса ангелов», фортепианный квинтет (1996).
- «Двенадцать разгневанных мужчин» для 12 виолончелей (1996).
- «Единственная и неповторимая», балет (1998, пост. Иржи Килиана)
- «Карло» для струнных, семплера и магнитофона (1997, фантазия на музыку Карло Джезуальдо да Веноза).
- «Нищие и ангелы» для большого симфонического оркестра (1999).
- «Зимние песни», вокальный цикл (2001).
- Пасторальная симфония (2001).
- «Завещание» для 12 альтов (2003).
- «Затмение» для струнного квартета (2003)
- Концерт для альта (2004).
- Parteitag для оркестра и видео (2005).
- «Забытое искусство писать письма»: Концерт для скрипки с оркестром (2006)
- «Падение Комарова» для симфонического оркестра (2006)
- «Неприятности и привязанности», для оркестра и двух хоров (2006)
- Скрипичный концерт (2007)
- «The Siduri Dances», для флейты и струнного оркестра (2007)
- Струнный квинтет (2009)
- «Блаженство», опера по роману Питера Кэри (2010)
- Skizzen für Siegbert для альта соло (2011)

## Признание
Почётный доктор Университета Гриффита в Брисбене. В 2009 году удостоен Премии Гравемайера за Концерт для скрипки с оркестром «Забытое искусство писать письма».